# Víctor de Marsella
Víctor de Marsella (Alto Egipto?, segunda mitad del siglo III - Marsella, Provenza, 21 de julio de 303 o 304) fue un militar del ejército romano. Convertido al cristianismo, fue martirizado por su fe. Es venerado como santo y mártir por todas las confesiones cristianas.

## Biografía
Víctor era un oficial de la Legión Tebana, compuesta por cristianos del Alto Egipto y que fue masacrada en los reinados de Diocleciano y Maximiano (285-305) en Agaunum (hoy Saint-Maurice (Valais, Suiza), según narra Euquerio de Lyon a mediados de siglo V. Según Amédée Thierry, historiador del siglo XIX, Víctor se había librado de la muerte y era oficial de la guardia imperial; llegando a Marsella cuando Maximiano visitó la ciudad.
En Marsella, rehusó hacer sacrificios a los dioses paganos y fue llevado ante el prefecto Euticio, donde se proclamó cristiano. Fue paseado atado por la ciudad y ante el juez, Asterio, volvió a proclamarse cristiano. Fue torturado y azotado, pero no quiso abjurar. Días después, el 21 de julio, se negó nuevamente a hacer sacrificios y tiró el altar al suelo con el pie, que le fue amputado. Condenado a muerte, fue martirizado en un molino de grano, donde fue aplastado por las muelas de piedra.

## Veneración
Los cristianos recuperaron los restos del cuerpo y lo escondieron a una gruta en un cerro de la ciudad, venerándolo como mártir. Sobre aquel lugar se edificó un templo que luego aconteció ser la Abadía de San Víctor, importando la abadía de la Orden de San Benito durante la Edad mediana, que tuvo mucha influencia y casas dependientes de ella en la Provenza y Cataluña.

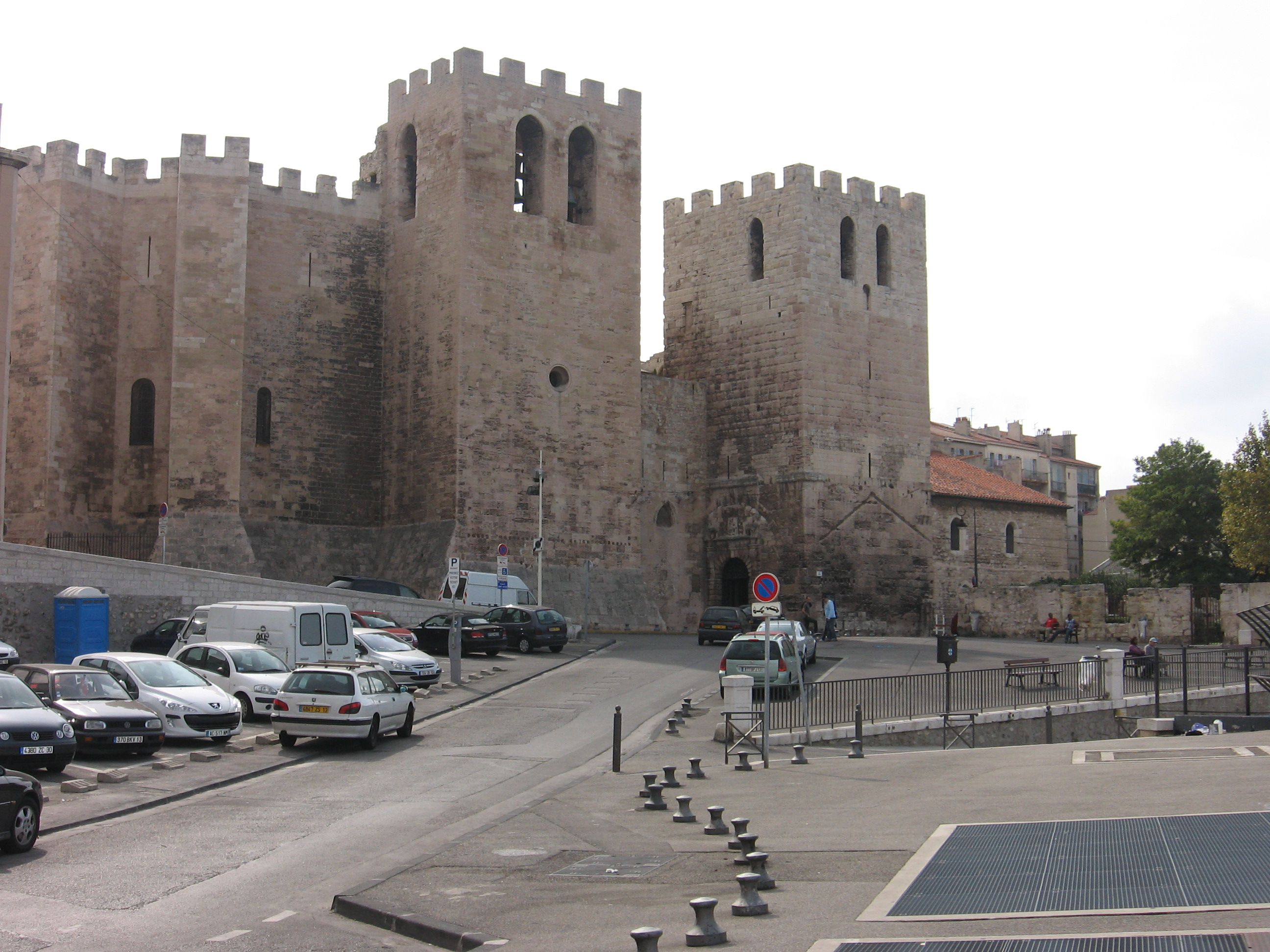
Abadía de San Víctor
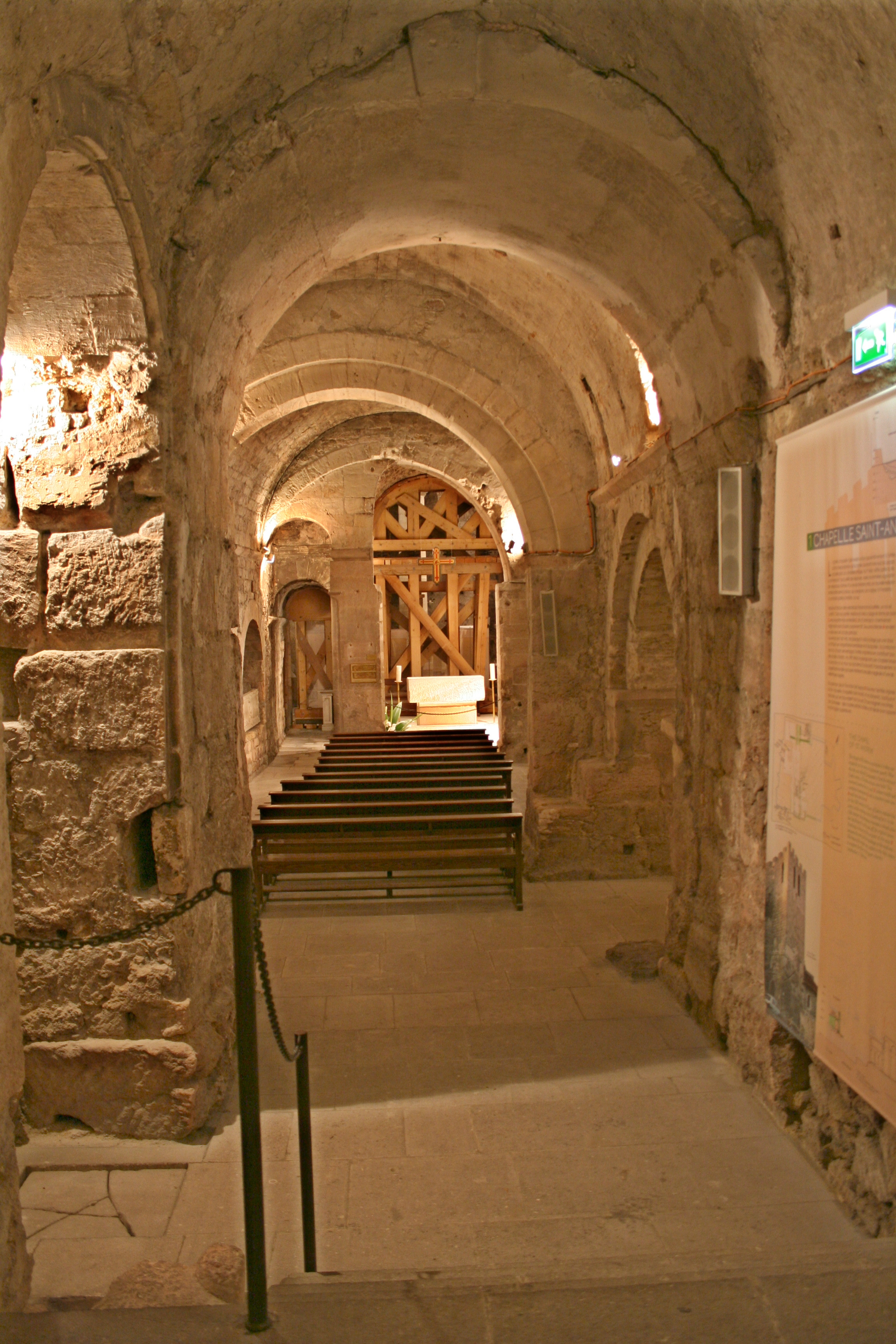
Martyrium de S. Víctor de Marsella, donde fue enterrado el santo
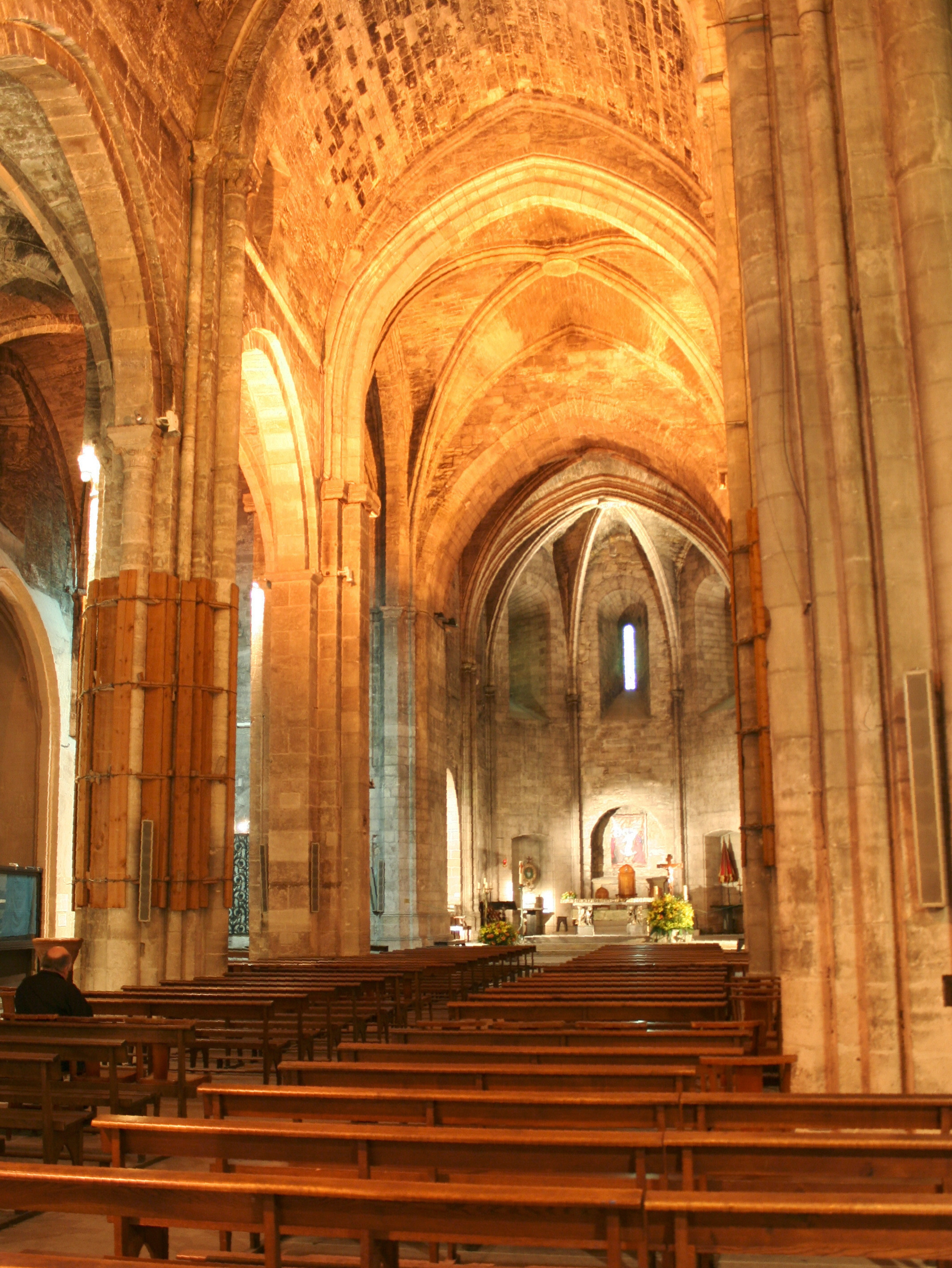
Nave de la abadía de S. Víctor de Marsella